# ناتاشا آندونوا
ناتاشا آندونوا (مقدونی: Наташа Андонова؛ زادهٔ ۴ دسامبر ۱۹۹۳) بازیکن فوتبال اهل مقدونیه شمالی است.
از باشگاه‌هایی که در آن بازی کرده‌است می‌توان به باشگاه فوتبال روزنگرد، باشگاه فوتبال ۱.اف‌اف‌سی توربین پوتسدام، و باشگاه فوتبال بارسلونا اشاره کرد.
وی همچنین در تیم‌های ملی فوتبال North Macedonia women's national football team بازی کرده‌است.